# Róbert Ujčík
Róbert Ujčík (* 19. září 1989 v Popradě) je slovenský fotbalový útočník, v současnosti působí v klubu FK Poprad.

## Fotbalová kariéra
Svoji fotbalovou kariéru začal v 1. OFC Poprad. Mezi jeho další angažmá patří: FK AS Trenčín, Derby County FC, SV Mattersburg B, ŠK Slovan Bratislava, FC Vítkovice, Digenis Akritas Morphou, MFK Košice, MFK Dolný Kubín a ŠK SFM Senec. V roce 2007 odehrál 3 zápasy za slovenskou reprezentaci do 19 let a vstřelil stejný počet branek.